# Aerocaribbean-Flug 883
Aerocaribbean-Flug 883 war ein zweimal wöchentlich durchgeführter internationaler Linienflug von Port-au-Prince, Haiti, nach Havanna, Kuba mit Zwischenlandung in Santiago de Cuba. Am 4. November 2010 verunglückte eine ATR 72-212 der kubanischen Fluggesellschaft Aerocaribbean nahe dem Ort Guasimal im Municipio Sancti Spíritus in Zentral-Kuba. An Bord waren 61 Passagiere und sieben Besatzungsmitglieder, die alle ums Leben kamen.

## Unfallhergang und Untersuchungen zur Ursache
Die Maschine befand sich am Abend des 4. November auf einem Inlandsflug von Santiago de Cuba kommend nach Havanna. Die ATR startete in Santiago um 16:30 Uhr Ortszeit. Gegen 17:46 Uhr meldeten die Piloten der Bodenleitstelle Probleme wegen Vereisung und baten um Erlaubnis, auf eine niedrigere Flughöhe wechseln zu dürfen. Unmittelbar daraufhin verloren sie die Kontrolle über das Flugzeug und meldeten den Notfall noch per Funk. Kurz danach stürzte das Flugzeug nahe Guasimal in bergigem Gelände nahe der Sierra del Escambray ab. Augenzeugenberichten zufolge soll das Flugzeug vor seinem Absturz ziemlich tief und unruhig geflogen sein. Auch habe man Rauch und Feuer aus der Maschine treten sehen. Am darauf folgenden Tag wurden die Flugschreiber der Unfallmaschine geborgen.
Ob es einen Zusammenhang mit dem zum Zeitpunkt des Starts der Unfallmaschine in Santiago de Cuba sich nähernden Hurrikan Tomas gibt, der im Osten Kubas für heftige Winde und starke Niederschläge sorgte, ist unklar. Flug Aerocaribbean 883 war jedenfalls eines der letzten Flugzeuge, die Santiago de Cuba verließen. Danach wurde der Luftraum wegen des herannahenden Tropensturms gesperrt.
Die kubanischen Behörden kündigten an, den Unfall ohne ausländische Hilfe untersuchen zu wollen. Man habe dafür alle nötigen Voraussetzungen. Externe Unterstützung wie zum Beispiel eine Expertengruppe des Herstellers der verunglückten Maschine, Avions de Transport Régional, lehnten die kubanischen Behörden ab.
Am 15. Dezember 2010 informierte die kubanische Zivilluftfahrtbehörde darüber, dass die Unfallursache eine Mischung aus Vereisung des Flugzeuges auf Grund extremer Witterungsbedingungen sowie Fehler der Besatzung bei der Handhabung dieser Situation sei. Demzufolge verlief der Flug anfangs normal, bis das Flugzeug in einer Höhe von 20.000 Fuß (rund 6000 Meter) auf extreme Wetterbedingungen traf.

## Opfer
Neben den sieben Besatzungsmitgliedern befanden sich 33 weitere Kubaner sowie 28 ausländische Touristen an Bord des Unfallflugzeugs, darunter zwei Deutsche, zwei Australier, ein Italiener, neun Argentinier, ein Spanier, drei Niederländer, ein Franzose, ein Japaner, eine Venezolanerin und sieben Mexikaner.

## Das Unfallflugzeug
Das Flugzeug mit der Seriennummer 459 und dem Luftfahrzeugkennzeichen CU-T1549 hatte bis zum Absturz insgesamt rund 25.000 Flugstunden sowie rund 34.500 Starts und Landungen absolviert. Das Flugzeug war mit zwei Triebwerken Pratt & Whitney Canada PW127 ausgestattet. Das im November 1995 fertiggestellte Flugzeug wurde seit Oktober 2006 von Aerocaribbean betrieben. Der Unfall war der insgesamt drittschwerste in der Geschichte der kubanischen Luftfahrt. Außerdem war es der elfte Verlust einer ATR 72 und der bis dahin schwerste Unfall mit diesem Flugzeugtyp.

## Vergleichbare Ereignisse
- Aero-Trasporti-Italiani-Flug 460 am 15. Oktober 1987 mit einer ATR 42-300.
- American-Eagle-Flug 4184  am 31. Oktober 1994 mit einer ATR 72-200.
- Comair-Flug 3272 am 9. Januar 1997 mit einer Embraer EMB 120.
- TransAsia-Airways-Flug 791 am 21. Dezember 2002 mit einer ATR 72-200.